# Genay, Côte-d'Or
Genay är en kommun i departementet Côte-d'Or i regionen Bourgogne-Franche-Comté i östra Frankrike. Kommunen ligger i kantonen Semur-en-Auxois som tillhör arrondissementet Montbard. År 2022 hade Genay 382 invånare.

## Befolkningsutveckling
Antalet invånare i kommunen Genay
Referens:INSEE